# Nagrada hrvatskog glumišta za najbolje umjetničko ostvarenje u opereti ili mjuziklu – muška uloga
Popis dobitnika Nagrade hrvatskog glumišta u kategoriji umjetničkog ostvarenja u opereti ili mjuziklu - muška uloga. Nagrada se dodjeljuje svake dvije godine. 
2003./2004. Đani Stipaničev

2005./2006. Galiano Pahor

2007./2008. Radovan Ruždjak

2009./2010. Davor Radić

2011./2012. Dražen Čuček

2013./2014. Damir Lončar

2015./2016. Jakov Bilić

2017./2018. Bože Jurić Pešić

2019./2020. Ervin Baučić

2022./2023. Domagoj Dorotić